# تیم ملی والیبال زنان سوئیس
تیم ملی والیبال زنان سوئیس تیم ملی والیبال زنان کشور سوئیس است. این تیم در ۲۲ ژوئیه ۲۰۱۳ در جایگاه ۱۰۹ جهان قرار گرفت.